# دلمار واتسون
دلمار واتسون (انگلیسی: Delmar Watson؛ ‏ ۱ ژوئیهٔ ۱۹۲۶ – ۲۶ اکتبر ۲۰۰۸) عکاس، و بازیگر اهل ایالات متحده آمریکا بود.
از فیلم‌هایی که وی در آن نقش داشته‌است، می‌توان به تاکسی ۱۳، منشی همه‌کاره او و آقای اسمیت به واشینگتن می‌رود اشاره کرد.